# Рорберг (Саксонія-Ангальт)
Рорберг (нім. Rohrberg) — громада в Німеччині, розташована в землі Саксонія-Ангальт. Входить до складу району Зальцведель. Складова частина об'єднання громад Бетцендорф-Дісдорф.
Площа — 38,29 км2. Населення становить 1040 ос. (станом на 31 грудня 2021).